# Хидаши, Корнель
Ко́рнель Хи́даши (венг. Hidasy Kornél, 14 июня 1828 года, Австро-Венгрия — 11 октября 1900 года, Сомбатхей, Австро-Венгрия) — католический прелат, епископ Сомбатхея с 15 марта 1883 года по 11 октября 1900 год.

## Биография
26 июля 1851 года Корнель Хидаши был рукоположён в диакона и в этот же день его рукоположили в священника.
15 марта 1883 года Римский папа Лев XIII назначил Корнеля Хидаши епископом Сомбатхея. В этот же день состоялось рукоположение Корнеля Хидаши в епископа, которое совершил кардинал Кароль Хёниг.
Скончался 11 декабря 1900 года в Сомбатхее.